# Бланкенгайм (Саксонія-Ангальт)
Бланкенгайм (нім. Blankenheim) — громада в Німеччині, розташована в землі Саксонія-Ангальт. Входить до складу району Мансфельд-Зюдгарц. Складова частина об'єднання громад Мансфельдер-Грунд-Гельбра.
Площа — 14,85 км2. Населення становить 1138 ос. (станом на 31 грудня 2021).